# Rjóandži
Rjóandži (šindžitai: 竜安寺, kjúdžitai: 龍安寺) neboli „Chrám mírumilovného draka“ je zenový chrám, který se nachází v severozápadním Kjótu v Japonsku. Od roku 1994 je chrám a jeho zahrady spolu s několika dalšími památkami v Kjótu zapsán na Seznam světového dědictví UNESCO pod názvem „Památky na starobylé Kjóto“. Rjóandži patří škole Mjóšindži odnože Rinzai šú zenového buddhismu.
Pro mnoho lidí je jméno chrámu synonymem pro zdejší slavnou kamennou zahradu, která je považována za jeden z nejlepších dochovaných příkladů vytříbeného japonského zenového chrámového zahradnictví kare-sansui (suchá krajina). Tento styl se obvykle vyznačuje výraznými většími kamennými útvary, které jsou rafinovaně rozmístěny na ploše tvořené drobnými, pečlivě vybranými a vyleštěnými hladkými oblázky uhrabanými do lineárních vzorů, které usnadňují meditaci.

## Historie
Pozemek, na němž chrám stojí, byl v 11. století majetkem klanu Fudžiwara. První chrám, Daidžuin, a dosud existující jezírko nechal v tomto století vybudovat ministr Sanejoši Fudžiwara. Roku 1450 získal pozemek, na němž chrám stál, další mocný muž, generál Kacumoto Hosokawa, který si zde postavil svoje sídlo a založil zenový chrám Rjóandži. Za občanské války Ónin, kterou způsobil konflikt mezi klanem Hosokawa a klanem Jamana, byl chrám zničen. Kacumoto Hosokawa zemřel roku 1473 a v roce 1488 Rjóandži přestavěl jeho syn Masamoto.
Chrám sloužil rovněž jako mauzoleum několika císařů. Jejich hrobky jsou seskupeny v okrsku zvaném Sedm císařských hrobek. Toto pohřebiště sedmi japonských císařů ─ Udy, Kazana, Ičidžóa, Go-Suzakua, Go-Reizeie, Go-Sandžóa a Horikawy — nebylo v období po jejich smrti nijak honosné. Hrobky v okrsku získaly svoji současnou podobu po renovaci císařských hrobek v 19. století, kterou nařídil císař Meidži.
O to, kdo a kdy vybudoval zahradu, se vedou spory. Většina pramenů ji klade do druhé poloviny 15. století. Podle jiných zdrojů se o její vznik zasloužil Kacumoto Hosokawa (1430─1473), zakladatel zenového chrámu Rjóandži, někdy mezi roky 1450 a 1473. Další autoři uvádějí, že ji někdy kolem roku 1488 založil Kacumotův syn Masamoto Hosokawa (1466–1507). Podle jiných ji vybudoval slavný krajinář a mnich Sóami (相阿弥, asi 1455─1525), což však zpochybňují opět další autoři. Některé prameny uvádějí, že zahrada byla vybudována v první polovině 16. století, zatímco jiné se přiklánějí k pozdějšímu období Edo, mezi roky 1618 a 1680. Vedou se rovněž spory o to, zda zahradu vybudovali mniši nebo profesionální zahradníci, anebo kombinace obojího. Na jednom kameni v zahradě jsou vytesána jména dvou zahradníků, Hirokodžiróa a Kotaróa.
Historie podložená písemnými prameny však zní následovně: Zástupce šóguna generál Kacumoto Hosokawa (1430–1473) založil chrám Rjóandži v roce 1450, ale komplex byl v průběhu války Ónin vypálen. Kacumotův syn Masamoto chrám na samém konci 15. století přestavěl. Není však jasné, zda byla v té době vybudována nějaká zahrada orientovaná směrem k hlavní síni. První zmínky o zahradě, jež jasně popisují zahradu před hlavní síní, pocházejí až z let 1680– 1682. O zahradě se hovoří jako o sestavě devíti velkých kamenů, které jsou rozloženy tak, aby představovaly tygří mláďata brodící se vodou. Jelikož se v zahradě v současné době nachází 15 kamenů, musela být tehdejší zahrada zřetelně odlišná od té, kterou můžeme vidět dnes. V roce 1779 zničil budovy chrámu velký požár a suť ze spáleniště byla vysypána do zahrady. Básník, spisovatel a malíř, autor slavné Mapy míst na cestě Tókaidó (Tókaidó meišo zue) Ritó Akisato zahradu s využitím suti koncem 18. století kompletně předělal a v roce 1799 publikoval její obrázek ve svém díle Slavné zahrady a památky Kjóta (Mijako rinsen meišo zue). Zahrada tam vypadá stejně jako v současnosti. Jeden velký kámen vzadu byl částečně zasypán. Jsou na něm vytesána dvě křestní jména. Jedná se zřejmě o jména „nedotknutelných“ kameníků zvaných kawaramono. Neexistují žádné důkazy o tom, že by na zahradě pracovali zenoví mniši, kromě uhrabávání štěrku.

## Zenová zahrada

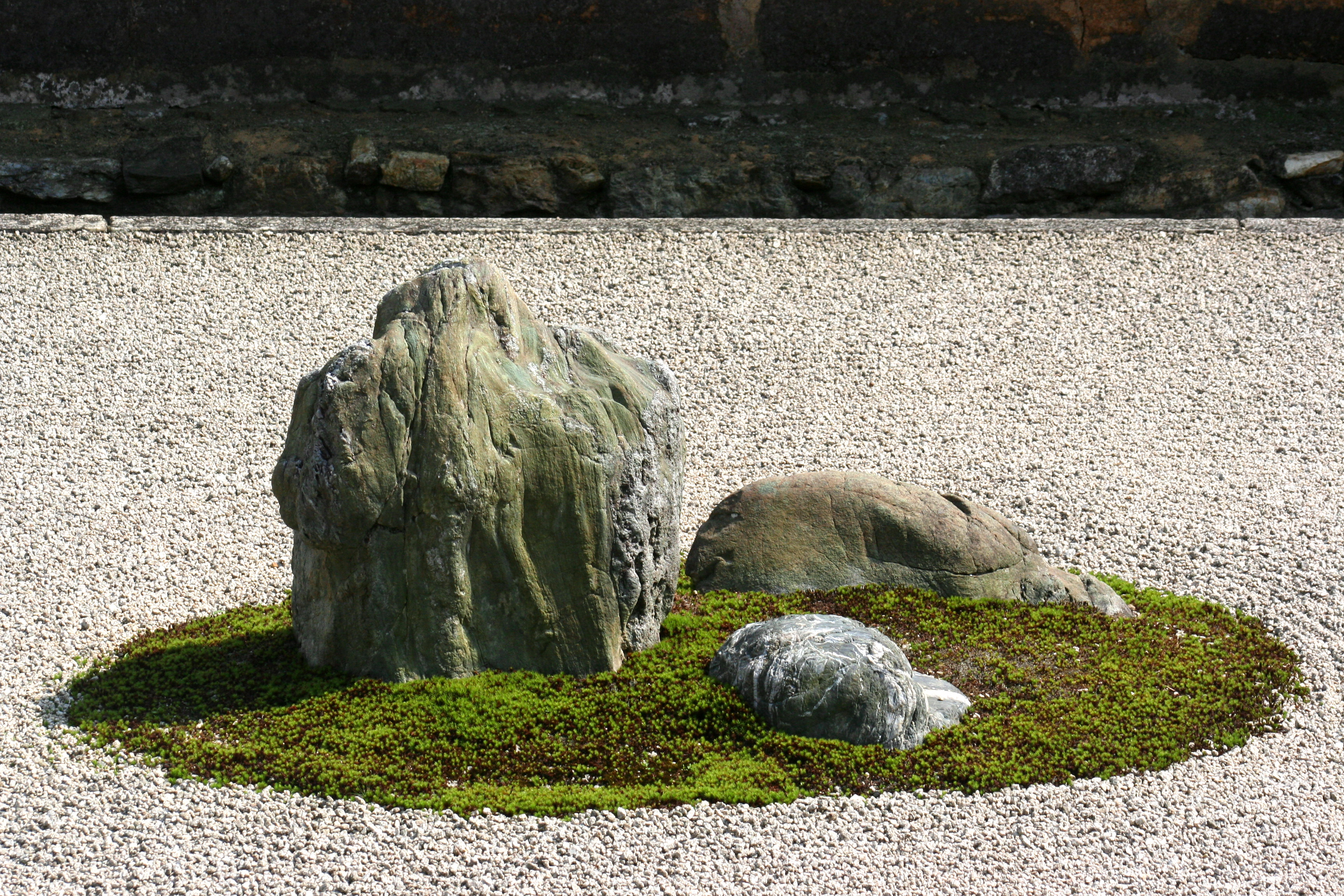
Detail zenové zahrady

Jméno chrámu je synonymem pro slavnou chrámovou zenovou zahradu kare-sansui (suchá krajina). O této kamenné zahradě se předpokládá, že byla vybudována koncem 15. století. Tvoří ji obdélník, jenž má plochu 248 m2, se stranami 25 a 10 m. Na ploše obdélníku je rozmístěno 15 kamenů rozličných velikostí, které jsou pečlivě složeny do 5 skupin. Jednu skupinu tvoří pět kamenů, dvě skupiny jsou po třech a dvě skupiny o dvou kamenech. Tyto kameny jsou obklopeny bílým štěrkem, který mniši každý den pečlivě uhrabují. Jedinou vegetací v zahradě je mech v těsné blízkosti kamenů.
Zahrada je zamýšlena tak, aby si ji pozorovatel prohlížel usazen na verandě rezidence opata kláštera (hódžó). Kameny jsou rozmístěny tak, aby z verandy nebylo možné vidět celou kompozici najednou.
Důležitým prvkem zahrady je zeď za zahradou. Je zhotovena z hlíny, která se věkem místy zbarvila do jemných oranžových a hnědých odstínů. V roce 1977 byla její tašková stříška restaurována stromovou kůrou do původní podoby. V roce 1799 byla zahrada v rámci přestavby vyvýšena, což umožnilo výhled přes zeď na horskou scenérii za ní. V současnosti stíní tento výhled vzrostlé stromy.
Zvláštní přitažlivost měla zahrada pro hudebního skladatele, spisovatele a tvůrce audiovizuálního umění Johna Cage, který pod jejím vlivem vytvořil řadu hudebních a výtvarných děl.

### Význam zahrady
Jako každé umělecké dílo je i umělecká zahrada chrámu Rjóandži otevřena zkoumání a interpretaci jejích možných významů. V Japonsku i mimo něj bylo předloženo mnoho různých teorií o tom, co má zahrada představovat, od ostrůvků v potoce přes tygří rodinku brodící se vodou (variaci na známý logistický hlavolam o vlkovi, koze a zelí), až po teorie o tajemstvích geometrie nebo pravidlech rovnováhy lichých čísel. Zahradní historik Günter Nitschke napsal: „Zahrada v Rjóandži nic nesymbolizuje, přesněji řečeno, abych předešel nedorozumění, zahrada v Rjóandži nesymbolizuje, ani nemá hodnotu reprodukce přírodní krásy, kterou lze nalézt ve skutečném nebo mytickém světě. Považuji ji za abstraktní kompozici „přírodních“ objektů v prostoru, tedy kompozici, jejíž funkcí je podněcovat k meditaci.“

## Ostatní zahrady

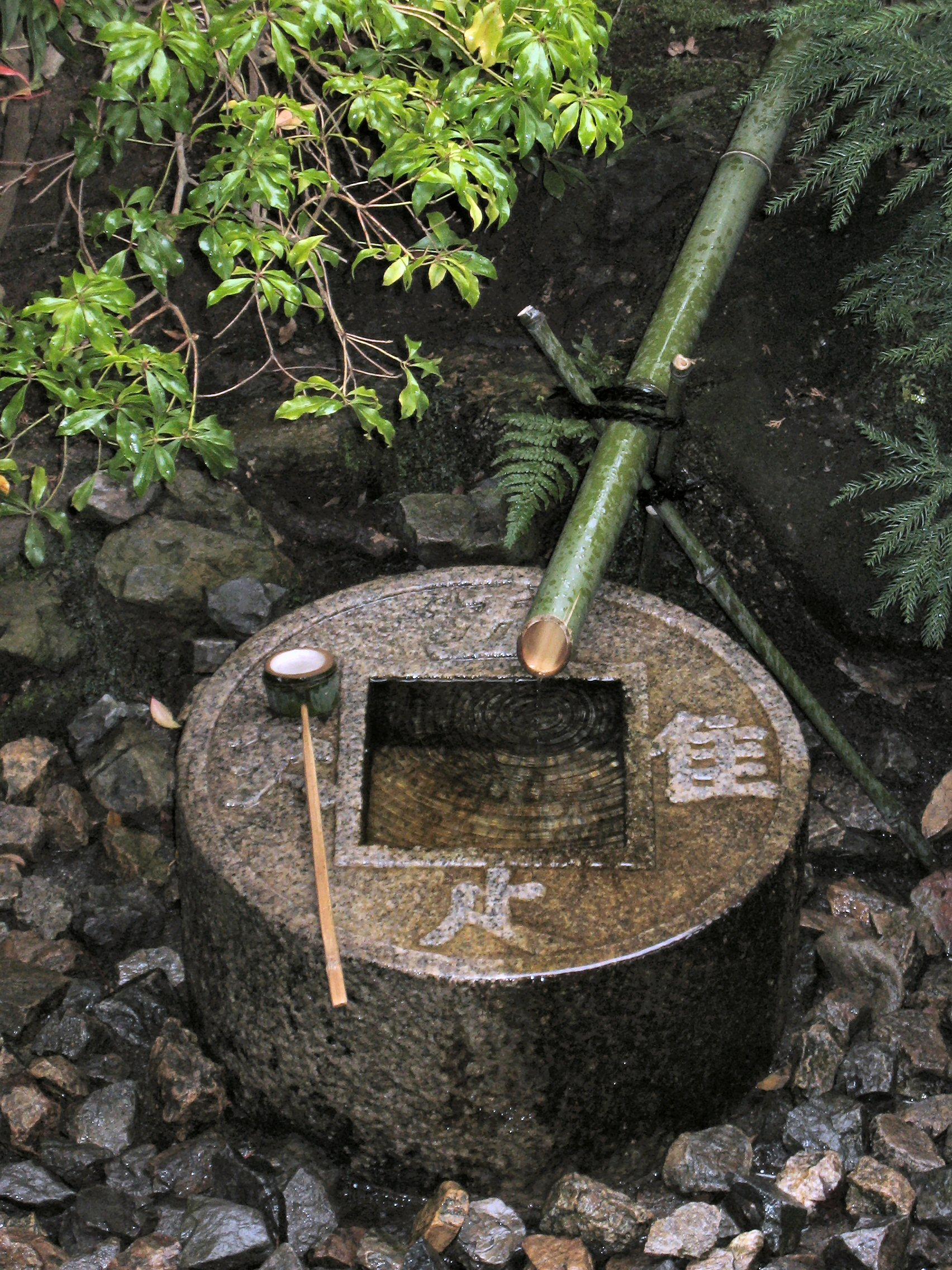
Nádržka cukubai, jež v Rjóandži slouží k rituálnímu omytí rukou a úst.

Zatímco kamenná zahrada je nejznámější ze zahrad chrámu Rjóandži, má chrám rovněž svoji vodní zahradu, jezírko Kjojoči vybudované v 11. století jako součást panství klanu Fudžiwara. Patří k němu také čajová zahrada s čajovnou, jejichž historie sahá až do 17. století.
Poblíž čajovny se nachází slavná kamenná nádržka s neustále tekoucí vodou, jež slouží k rituální očistě. Je to zdejší cukubai (蹲踞) přezdívaná „skrčenec“, protože vzhledem k její nízké poloze se k ní každý, kdo ji chce použít, musí sklonit, což je současně znamením úcty a pokory. Znaky kandži napsané na povrchu kamenné nádržky ─ 五, 隹, 止, 矢 nemají při samostatném čtení žádný význam. A přestože je konstrukce nádržky kruhová, otvor v kruhovém povrchu je sám o sobě čtvercový (口). Čte-li se každý ze čtyř znaků kandži v kombinaci s 口, což je radikál, který se vyslovuje kuči a znamená „ústa“ či „otvor“, jež má čtvercový otvor představovat, pak se znaky změní na 吾, 唯, 足, 知, což se čte jako „ware, tada taru (wo) širu“ a překládá se doslovně jako „vím jen dostatečně“ (吾 = ware = já, 唯 = tada = pouze, jen, 足 = taru = být dostatečný, dostačovat, být hodnotný, zasloužit si, 知 = širu = vědět), anebo poetičtěji jako „znám jen (jediné) uspokojení“. Záměrem bylo posílit buddhistické učení o pokoře a hojnosti v duši jedince. Význam je jasný a jednoduchý: „člověk už má vše, co potřebuje“. Umístění nádržky cukubai níž, než je veranda, na níž návštěvník stojí, aby si ji mohl prohlédnout, ho nutí, aby se uctivě sklonil (zatímco naslouchá zurčení nekonečného čúrku vody z bambusové trubky, jenž nádržku doplňuje), aby plně ocenil její filozofický rozměr. Nádržka cukubai rovněž vyjadřuje jemnou formu zenového učení pomocí ironického srovnání ─ zatímco svým tvarem napodobuje starobylou čínskou minci, cítění je opakem materialismu. Cukubai tak po mnoho staletí rovněž sloužila jako humorný vizuální kóan určený množství mnichů, kteří v chrámu pobývali, aby jim denně nenásilnou formou připomínala jejich slib chudoby. Spolu s vytříbenou kamennou zahradou kare-sansui na protější straně je méně fotografovaná čajová zahrada dalším kulturním pokladem chrámu Rjóandži.

## Fotogalerie

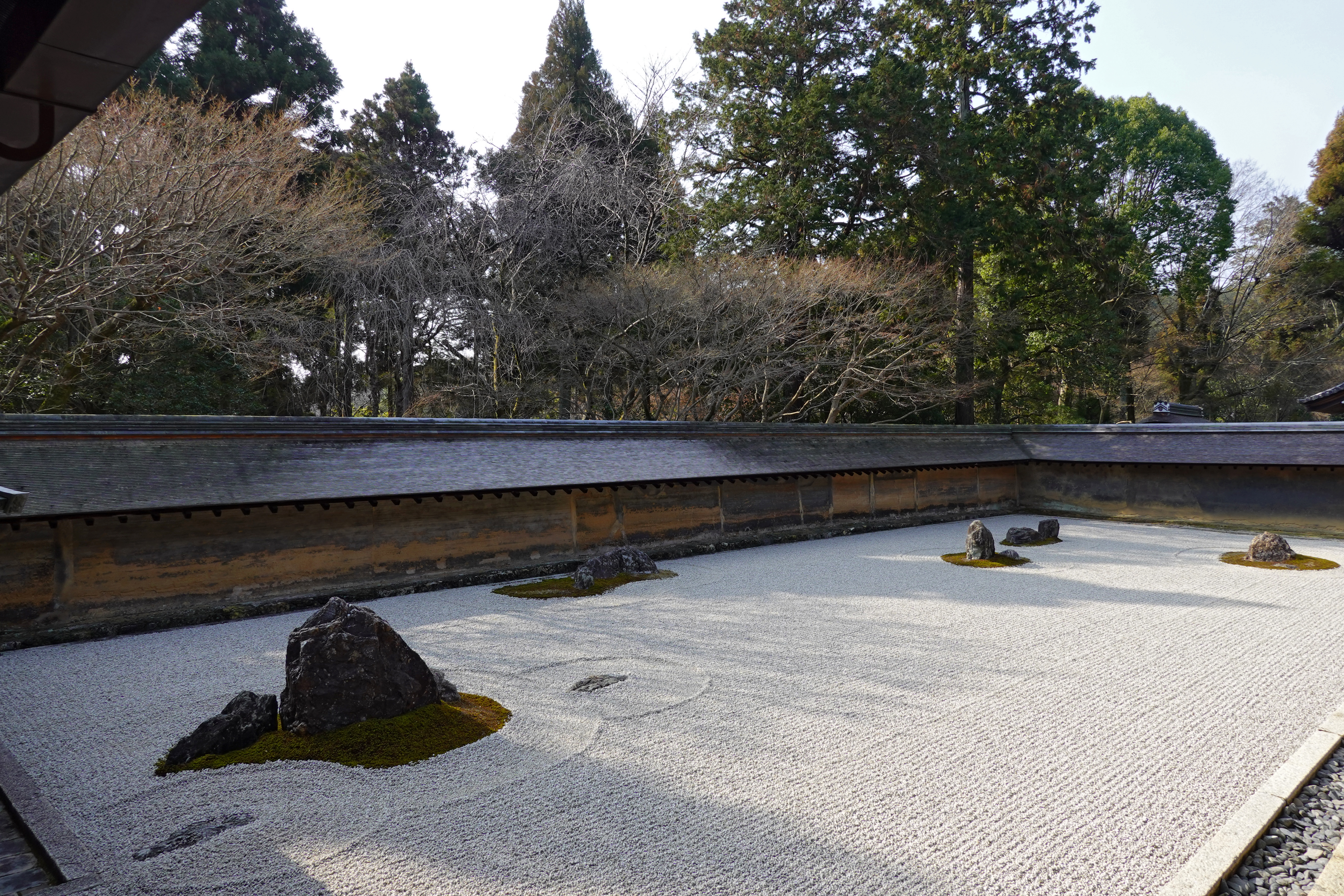
Kamenná zahrada ve stylu kare-sansui
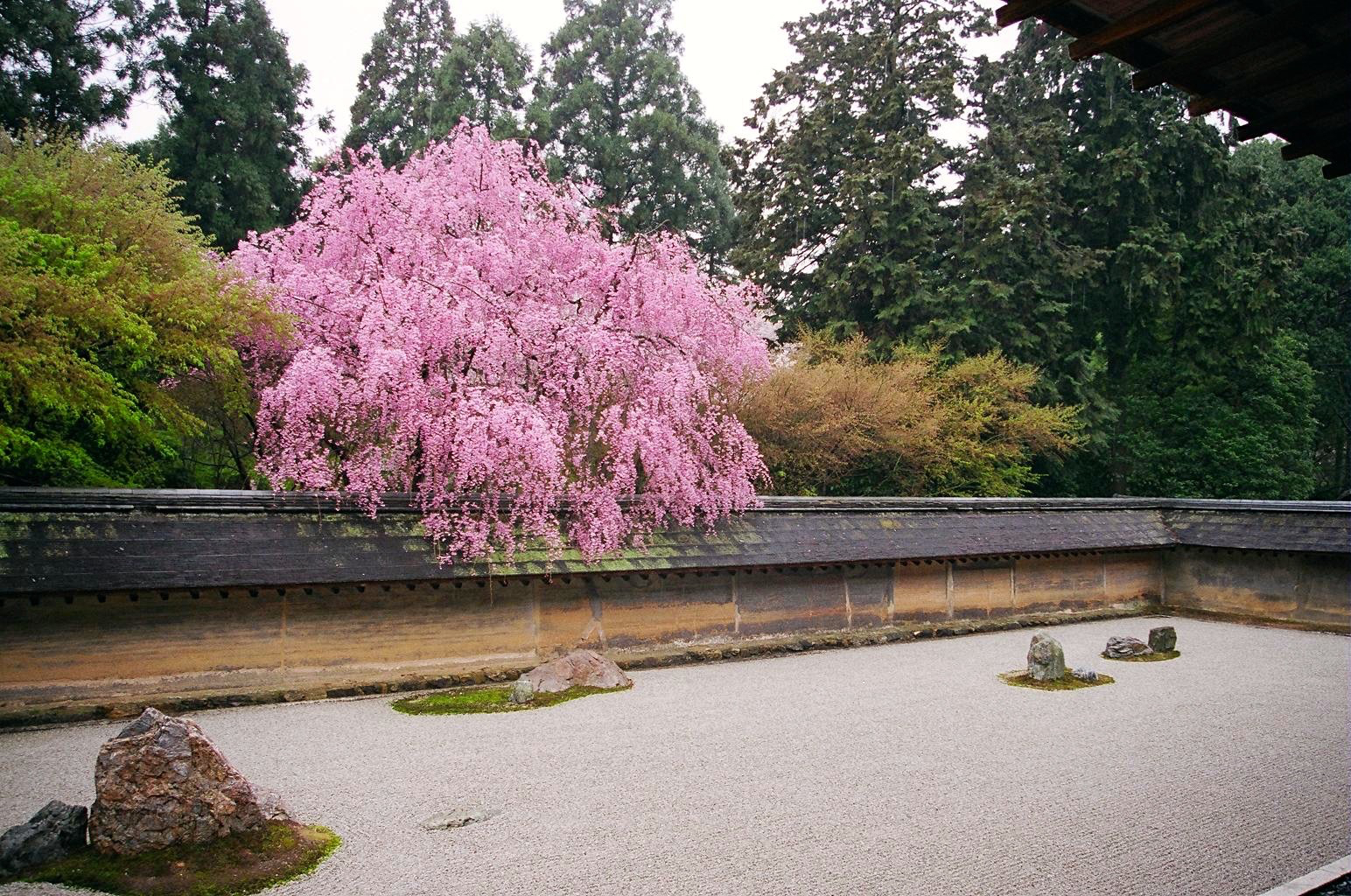
Kvetoucí třešeň za kamennou zahradou v chrámu Rjóandži
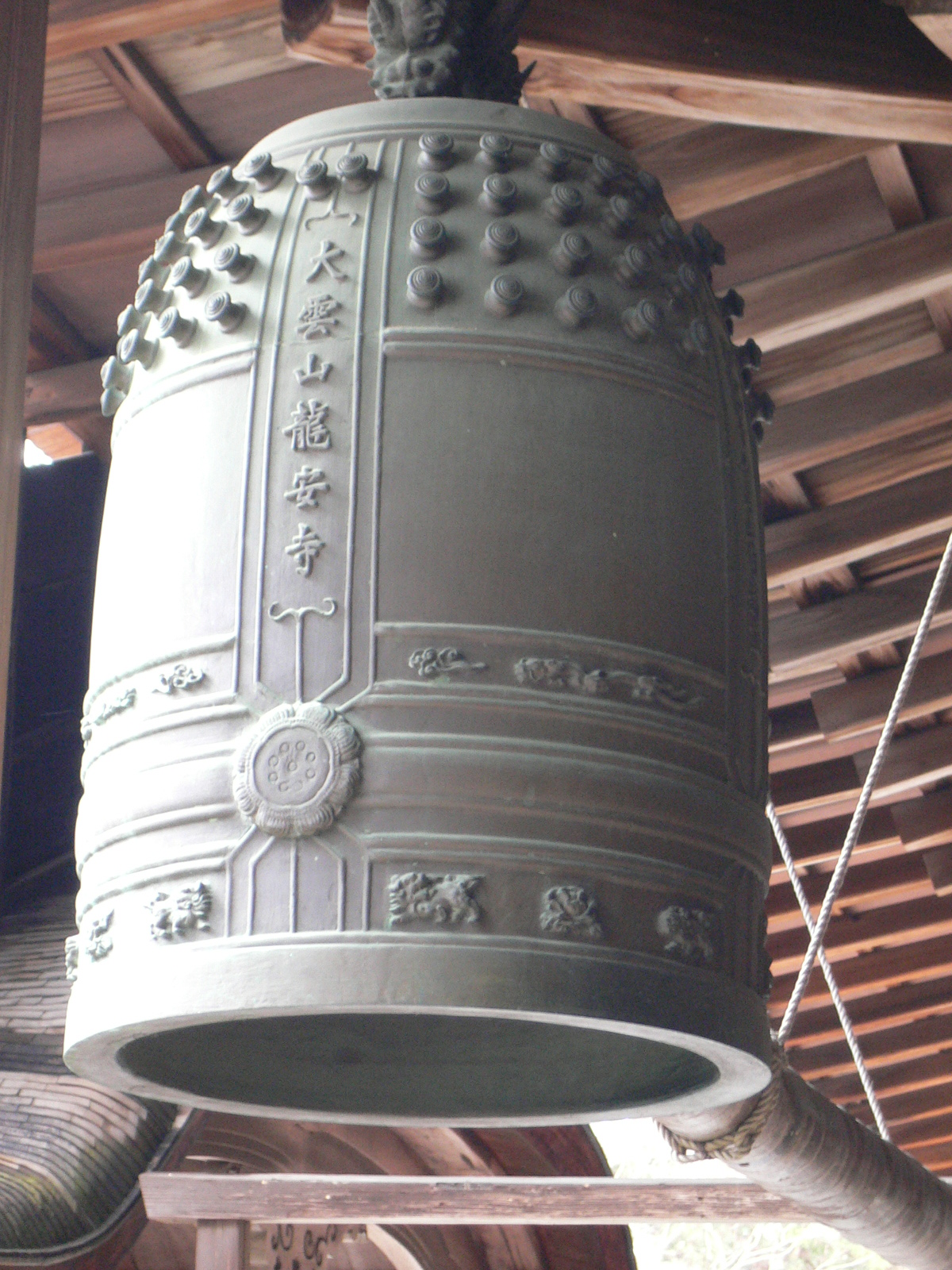
Chrámový zvon Rjóandži Kane
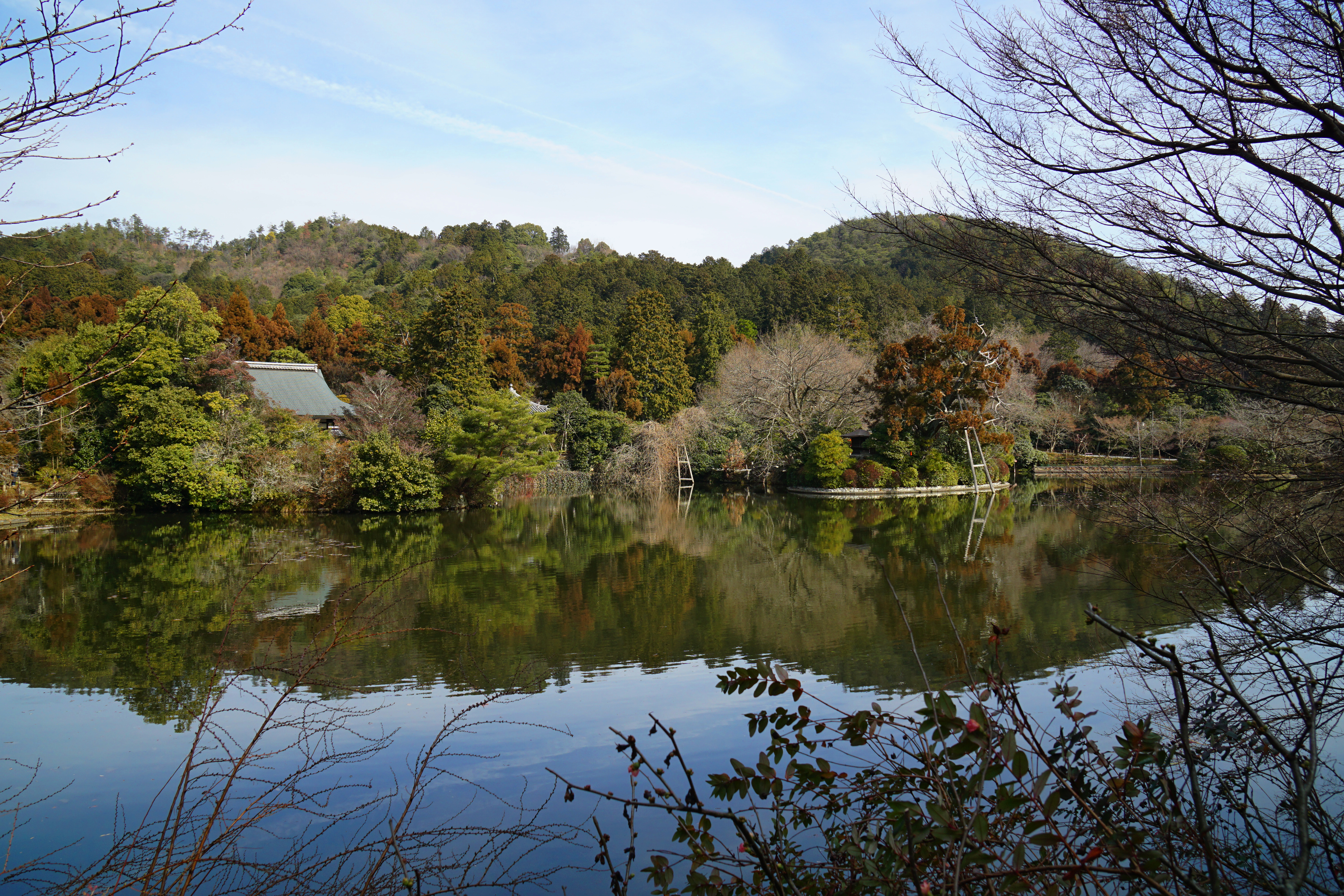
Jezírko Kjojoči vybudované v 11. století jako vodní zahrada
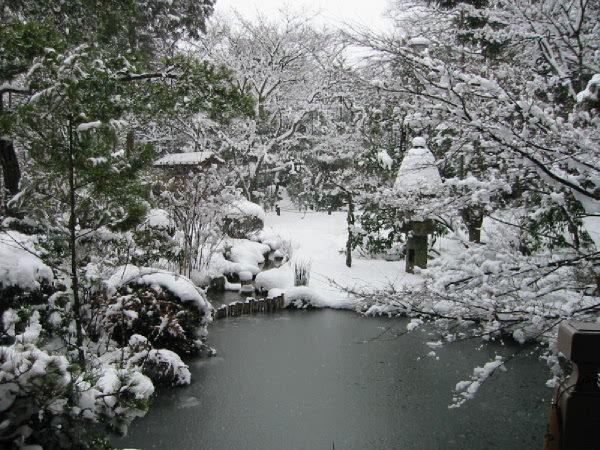
Čajová zahrada v zimě
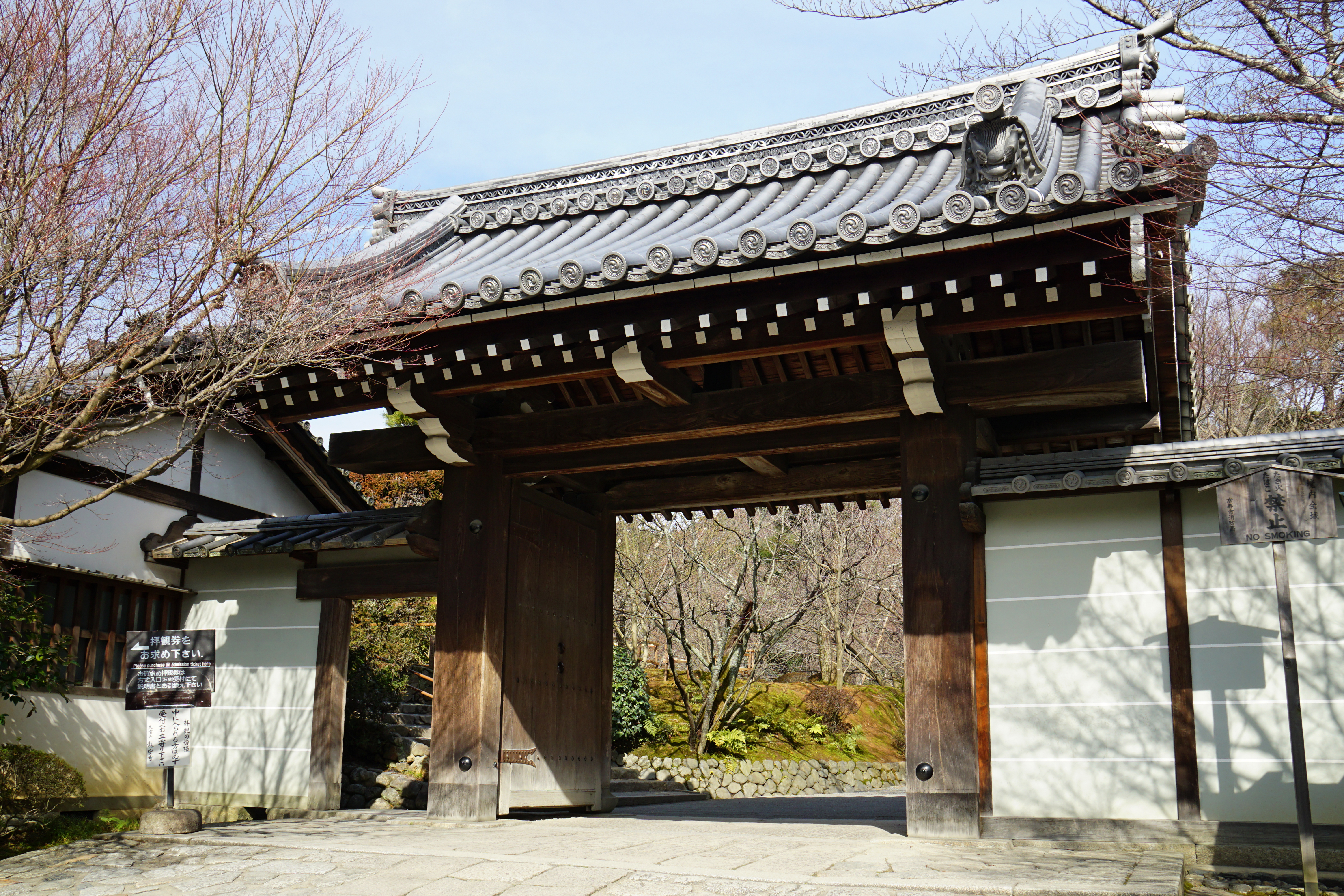
Chrámová brána San-mon
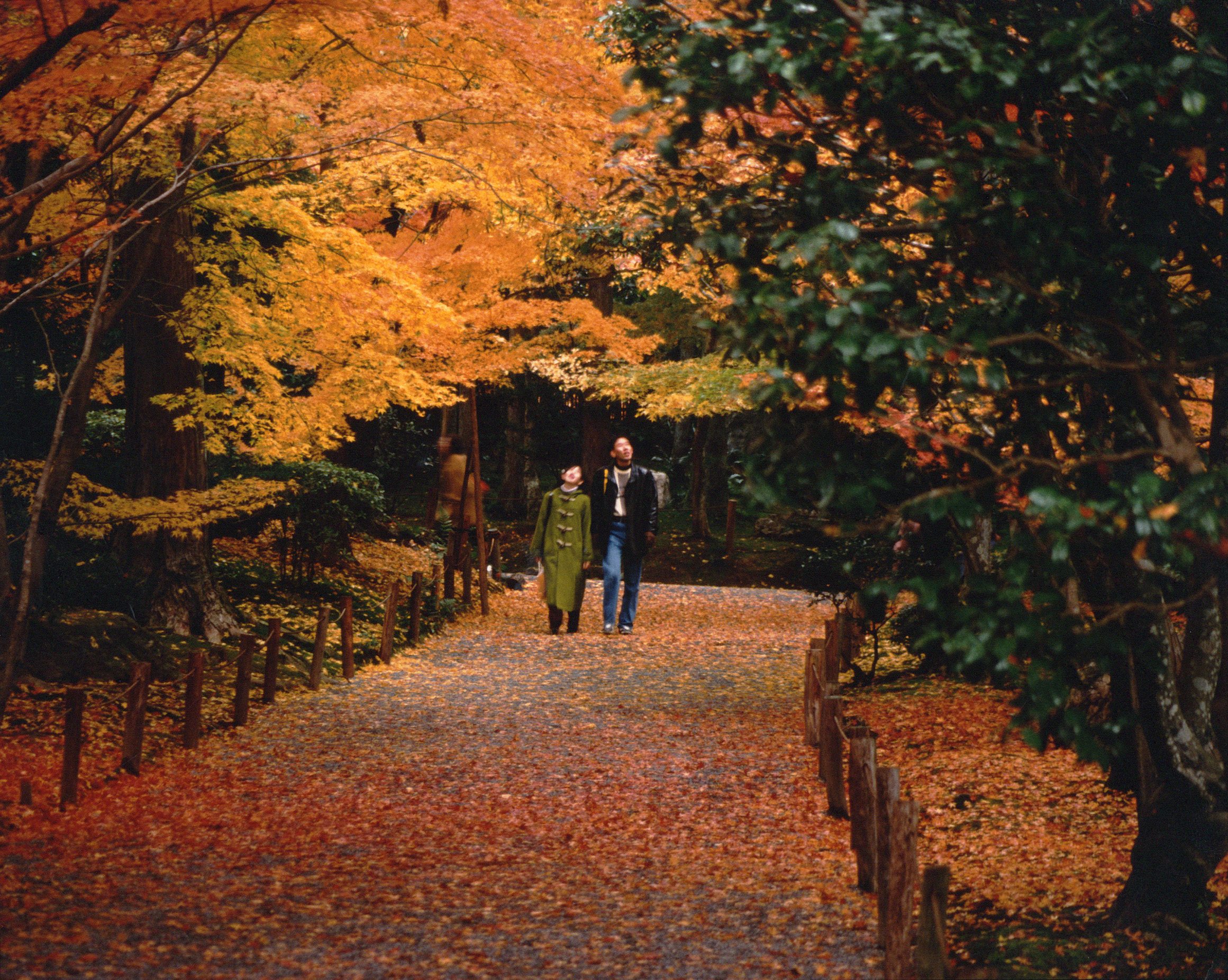
Podzimní pozorování listí